# Le Bossu (jeu vidéo)
Pour les articles homonymes, voir Le Bossu (homonymie).
Le Bossu, sous-titré Super Hunchback et Quasimodo, est un jeu vidéo de plates-formes développé par Ocean Software et sorti en 1992 sur Game Boy.

## Synopsis
Esmeralda est retenue prisonnière par Halfenpounder dans le plus haut beffroi de son château. Le Bossu part à sa recherche pour la délivrer.

## Système de jeu
Le Bossu est un jeu de plates-formes en 2D à scrolling, sans possibilité de choisir un niveau de difficulté. Le joueur incarne Quasimodo et progresse dans un jeu de plates-formes, découpé en neuf niveaux, chacun d'entre eux étant composé de cinq sections. Chaque section doit être terminée dans un temps limité, et aucune sauvegarde n'est possible au long du jeu. Pour terminer une section, le joueur doit trouver et faire sonner une cloche géante.
Contrairement à de nombreux jeux de plates-formes de l'époque, le personnage ne possède pas de points de vie. Les différents pièges qu'ils rencontrent ont pour effet de lui ôter une vie ou simplement de l’assommer quelques secondes, pendant lesquelles il ne peut plus bouger. Parmi les différents objets présents le long du parcours, le joueur peut obtenir : 
- des sabliers : augmente le temps disponible pour terminer la section ;
- des fruits : n'ont aucun effet notoire autre que de collecter des points ;
- des cloches : au bout de cinq cloches, le multiplicateur de score augmente d'une unité ;
- Des bombes EXTRA : des bombes, explosant au bout d'un temps limite, sur lesquelles défilent les lettres E, X, T, R, et A. Le joueur doit collecter ces cinq lettres pour avoir une vie supplémentaire. Collecter une lettre déjà possédée la fait disparaître. Les bombes sont d'autant plus présentes dans le jeu que le score du joueur est élevé.